# Timur Wadimowitsch Iwanow

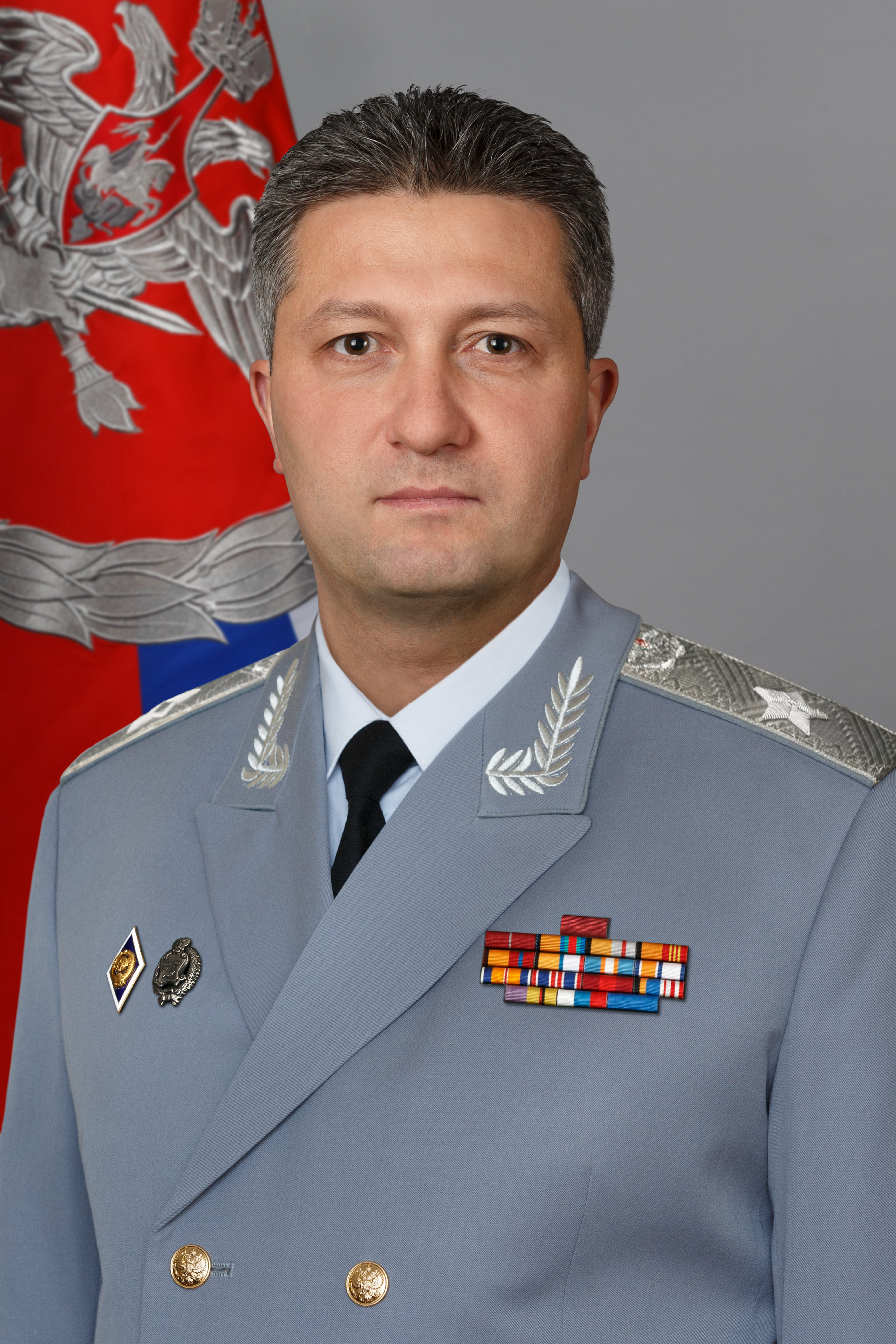
Timur Iwanow (2017)

Timur Wadimowitsch Iwanow (russisch Тимур Вадимович Иванов; * 15. August 1975 in Moskau, Sowjetunion) ist ein russischer Manager und von Mai 2016 bis April 2024 stellvertretender Verteidigungsminister der Russischen Föderation.

## Leben
Iwanow absolvierte 1997 die Fakultät für Computermathematik und Kybernetik der Lomonossow-Universität Moskau als angewandter Mathematiker. Von 1999 bis 2002 arbeitete er als Berater für Atomenergiefragen im Bereich Ausrüstung atomarer Objekte beim Verteidigungsministerium der Russischen Föderation. 2004 schloss er erfolgreich die Internationale Akademie für Marketing und Management als Spezialist für Wirtschaft und Finanzen ab. Der Doktor der Wissenschaften war von 2002 bis 2006 Berater des Ersten Stellvertreters des Generaldirektors des Unternehmens Rosenergoatom in Finanz- und Wirtschaftsfragen. Anschließend war er als Vizepräsident und später als Erster Vizepräsident für das Kraftwerksbauunternehmen Atomstroiexport tätig. Von 2008 bis 2009 arbeitete er als Stellvertreter des Vorstandsvorsitzenden von Inter RAO UES. Von 2008 bis 2012 arbeitete er als Berater des Ministers für Energie der Russischen Föderation. Von 2009 bis 2012 war er außerdem Generaldirektor der russischen Energieagentur beim Energieministerium („Minenergo“). Von Mai bis November 2012 war er stellvertretender Vorsitzender der Regierung des Oblast Moskau. In dieser Zeit war der spätere Verteidigungsminister Schoigu Gouverneur des Oblast. Von März 2013 bis zu seiner Ernennung als stellvertretender Verteidigungsminister im Mai 2016 war er als Generaldirektor der Aktiengesellschaft „Oboronstroi“ tätig, die sich auf den Wohnungsbau für Militärangehörige sowie die Errichtung strategischer Militärobjekte spezialisiert hat.  Iwanow bekleidet den Rang eines Wirklichen Staatsrats 1. Klasse der Russischen Föderation.
Von 2008 bis 2012 war er Vorsitzender des russisch-slowakischen Wirtschaftsrates. Seit 2010 ist er Co-Vorsitzender des russisch-französischen Zentrums für Energieeffizienz. Er ist Mitglied des Stiftungsrates der Föderation für Modernen Fünfkampf Russlands sowie im Aufsichtsrat von ZSKA Moskau.
Im Oktober 2022 verhängte die EU Sanktionen gegen Iwanow als Verantwortlichen für den russischen Überfall auf die Ukraine.
Iwanow ist geschieden von der israelischen Staatsbürgerin Swetlana Maniowitsch und hat zwei Kinder.

## Festnahme und Verurteilung wegen Veruntreuung
Im April 2024 wurde Iwanow und später angeklagt, Bestechungsgelder entgegengenommen zu haben. Korruptionsvorwürfe gegen Iwanow hatte bereits die Stiftung für Korruptionsbekämpfung von Alexei Nawalny erhoben: in einer Ende 2022 veröffentlichten Recherche hatte diese ihn beschuldigt, er habe sich den Bau von Immobilien in mehreren russischen Regionen durch Auftragnehmer des Verteidigungsministeriums finanzieren lassen. Im Juli 2025 wurde Iwanow wegen der Veruntreuung von umgerechnet etwa 34,6 Millionen Euro von der Moskauer Bank Interkommerz sowie von 2,2 Millionen Euro bei der Beschaffung zweier Fähren für die Halbinsel Krim schuldig gesprochen und zu 13 Jahren Freiheitsstrafe und einer Geldstrafe von umgerechnet etwa einer Million Euro verurteilt.

## Auszeichnungen
- Laureat der Prämie für Wissenschaft und Technik der Regierung der Russischen Föderation (2011)
- Verdienter Bauarbeiter der Russischen Föderation (2015)
- Orden des Heiligen Großfürsten Dmitri Donskoi 1. Klasse (2021)[9]
- Verdienstorden für das Vaterland 3. und 4. Klasse[10]